# Masters de tennis féminin
Pour l'épreuve ATP, voir Masters de tennis masculin
Le tournoi des WTA Finals, généralement appelé Masters dans le langage courant, est un tournoi du circuit professionnel WTA, réunissant chaque fin de saison les huit meilleures joueuses de tennis de l'année.

## Historique
La première édition du Masters, parrainée par le cigarettier Virginia Slims, a lieu en 1972 sur terre battue, à Boca Raton en Floride. Quelque 100 000 dollars sont mis en jeu : une rétribution d'un montant alors jamais vu dans le sport féminin. Chris Evert, 17 ans, s'impose aisément, mais doit renoncer au chèque de 25 000 dollars destiné à la gagnante en raison de son statut d'amateur. 
Entre 1975 et 1986, le Masters est programmés en mars, venant (de 1977 à 1982) conclure la mi-saison des Virginia Slims/Avon Series. La WTA décidant ensuite de planifier sa saison de janvier à novembre, elle les déplace donc en novembre.
Après plusieurs déménagements successifs aux États-Unis, le tournoi se fixe au Madison Square Garden de New York de 1979 à 2000. Puis, ce sont Munich (en 2001), Los Angeles (2002-2005) et Madrid (2006 et 2007) qui accueillent successivement l'épreuve. Doha prend le relais de 2008 à 2010, avant Istanbul de 2011 à 2013, puis Singapour (2014-2018).
Martina Navrátilová détient le record du nombre de victoires, à la fois en simple (huit succès) et en double dames (treize, dont dix avec Pam Shriver). Outre Navrátilová (1983-1986), seules Monica Seles (1990-1992) et Serena Williams (2012-2014) ont réussi à s'imposer trois fois consécutivement.
De toutes les lauréates, Sylvia Hanika (1982), Agnieszka Radwańska (2015), Dominika Cibulková (2016), Elina Svitolina (2018) et Caroline Garcia (2022) sont les seules à n'avoir jamais remporté de tournoi du Grand Chelem.
De 1984 à 1998, la finale du simple s'est jouée en cinq manches. À trois occasions, cinq sets ont été effectivement disputés : en 1990 (victoire de Monica Seles), 1995 et 1996 (deux victoires de Steffi Graf).

## Organisation du tournoi
Officieusement considéré par certains comme un cinquième Grand Chelem, le Masters met aux prises, en 1972, 1974 et de 1983 à 2002, les seize meilleures joueuses de l'année écoulée, dans un tableau classique avec têtes de série et élimination directe — sauf en 1973 (tableau élargi à 32 joueuses) et de 1975 à 1982 (huit joueuses en « round robin »). 
À partir de 2003, en vue de réunir les têtes d'affiche les plus attractives, seules huit qualifiées se voient ouvrir les portes de la compétition, selon les modalités dites du « round robin » : séparées en deux poules de quatre joueuses, les deux premières de chacune sont conviées en demi-finale avant l'ultime confrontation pour le titre. 
En double dames, ce sont les huit paires les plus performantes de la saison qui se disputent le titre (les quatre meilleures, entre 2003 et 2013). Le tournoi est organisé en élimination directe, sauf en 2015 et depuis 2019 où le format de poules est utilisé.

## Palmarès

### Simple
| No | Date       | Nom et lieu du tournoi                              | Catégorie                                           | Dotation                                            | Surface                                             | Vainqueure                                          | Finaliste                                           | Score                                               |                                                     |
| -- | ---------- | --------------------------------------------------- | --------------------------------------------------- | --------------------------------------------------- | --------------------------------------------------- | --------------------------------------------------- | --------------------------------------------------- | --------------------------------------------------- | --------------------------------------------------- |
| 1  | 07-10-1972 | Virginia Slims Championships, Boca Raton            | Masters                                             | 100 900 $                                           | Terre (ext.)                                        | Chris Evert                                         | Kerry Melville                                      | 7-5, 6-4                                            | Tableau                                             |
| 2  | 15-10-1973 | Virginia Slims Championships, Boca Raton            | Masters                                             | 110 000 $                                           | Terre (ext.)                                        | Chris Evert                                         | Nancy Richey-Gunter                                 | 6-3, 6-3                                            | Tableau                                             |
| 3  | 14-10-1974 | Virginia Slims Championships, Los Angeles           | Masters                                             | 100 000 $                                           | Moquette (int.)                                     | Evonne Goolagong                                    | Chris Evert                                         | 6-3, 6-4                                            | Tableau                                             |
| 4  | 02-04-1975 | Virginia Slims Championships, Los Angeles           | Masters                                             | 150 000 $                                           | Moquette (int.)                                     | Chris Evert                                         | Martina Navrátilová                                 | 6-4, 6-2                                            | Tableau                                             |
| 5  | 12-04-1976 | Virginia Slims Championships, Los Angeles           | Masters                                             | 150 000 $                                           | Moquette (int.)                                     | Evonne Goolagong                                    | Chris Evert                                         | 6-3, 5-7, 6-3                                       | Tableau                                             |
| 6  | 24-03-1977 | Virginia Slims Championships, New York              | Masters                                             | 150 000 $                                           | Moquette (int.)                                     | Chris Evert                                         | Sue Barker                                          | 2-6, 6-1, 6-1                                       | Tableau                                             |
| 7  | 27-03-1978 | Virginia Slims Championships, Oakland               | Masters                                             | 150 000 $                                           | Moquette (int.)                                     | Martina Navrátilová                                 | Evonne Goolagong                                    | 7-65, 6-4                                           | Tableau                                             |
| 8  | 19-03-1979 | Avon Circuit Championships, New York                | Masters                                             | 275 000 $                                           | Moquette (int.)                                     | Martina Navrátilová                                 | Tracy Austin                                        | 6-3, 3-6, 6-2                                       | Tableau                                             |
| 9  | 17-03-1980 | Avon Circuit Championships, New York                | Masters                                             | 300 000 $                                           | Moquette (int.)                                     | Tracy Austin                                        | Martina Navrátilová                                 | 6-2, 2-6, 6-2                                       | Tableau                                             |
| 10 | 23-03-1981 | Avon Circuit Championships, New York                | Masters                                             | 300 000 $                                           | Moquette (int.)                                     | Martina Navrátilová                                 | Andrea Jaeger                                       | 6-3, 7-6                                            | Tableau                                             |
| 11 | 22-03-1982 | Avon Circuit Championships, New York                | Masters                                             | 300 000 $                                           | Moquette (int.)                                     | Sylvia Hanika                                       | Martina Navrátilová                                 | 1-6, 6-3, 6-4                                       | Tableau                                             |
| 12 | 21-03-1983 | Virginia Slims Championships, New York              | Masters                                             | 350 000 $                                           | Moquette (int.)                                     | Martina Navrátilová                                 | Chris Evert                                         | 6-2, 6-0                                            | Tableau                                             |
| 13 | 27-02-1984 | Virginia Slims Championships, New York              | Masters                                             | 500 000 $                                           | Moquette (int.)                                     | Martina Navrátilová                                 | Chris Evert                                         | 6-3, 7-5, 6-1                                       | Tableau                                             |
| 14 | 18-03-1985 | Virginia Slims Championships, New York              | Masters                                             | 500 000 $                                           | Moquette (int.)                                     | Martina Navrátilová                                 | Helena Suková                                       | 6-3, 7-5, 6-4                                       | Tableau                                             |
| 15 | 17-03-1986 | Virginia Slims Championships, New York              | Masters                                             | 500 000 $                                           | Moquette (int.)                                     | Martina Navrátilová                                 | Hana Mandlíková                                     | 6-2, 6-0, 3-6, 6-1                                  | Tableau                                             |
| 16 | 17-11-1986 | Virginia Slims Championships, New York              | Masters                                             | 500 000 $                                           | Moquette (int.)                                     | Martina Navrátilová                                 | Steffi Graf                                         | 7-6, 6-3, 6-2                                       | Tableau                                             |
| 17 | 16-11-1987 | Virginia Slims Championships, New York              | Masters                                             | 500 000 $                                           | Moquette (int.)                                     | Steffi Graf                                         | Gabriela Sabatini                                   | 4-6, 6-4, 6-0, 6-4                                  | Tableau                                             |
| 18 | 14-11-1988 | Virginia Slims Championships, New York              | Masters                                             | 1 000 000 $                                         | Moquette (int.)                                     | Gabriela Sabatini                                   | Pam Shriver                                         | 7-5, 6-2, 6-2                                       | Tableau                                             |
| 19 | 13-11-1989 | Virginia Slims Championships, New York              | Masters                                             | 1 000 000 $                                         | Moquette (int.)                                     | Steffi Graf                                         | Martina Navrátilová                                 | 6-4, 7-5, 2-6, 6-2                                  | Tableau                                             |
| 20 | 12-11-1990 | Virginia Slims Championships, New York              | Masters                                             | 3 000 000 $                                         | Moquette (int.)                                     | Monica Seles                                        | Gabriela Sabatini                                   | 6-4, 5-7, 3-6, 6-4, 6-2                             | Tableau                                             |
| 21 | 18-11-1991 | Virginia Slims Championships, New York              | Masters                                             | 3 000 000 $                                         | Moquette (int.)                                     | Monica Seles                                        | Martina Navrátilová                                 | 6-4, 3-6, 7-5, 6-0                                  | Tableau                                             |
| 22 | 16-11-1992 | Virginia Slims Championships, New York              | Masters                                             | 3 000 000 $                                         | Moquette (int.)                                     | Monica Seles                                        | Martina Navrátilová                                 | 7-5, 6-3, 6-1                                       | Tableau                                             |
| 23 | 15-11-1993 | Virginia Slims Championships, New York              | Masters                                             | 3 708 500 $                                         | Moquette (int.)                                     | Steffi Graf                                         | Arantxa Sánchez                                     | 6-1, 6-4, 3-6, 6-1                                  | Tableau                                             |
| 24 | 14-11-1994 | Virginia Slims Championships, New York              | Masters                                             | 3 500 000 $                                         | Moquette (int.)                                     | Gabriela Sabatini                                   | Lindsay Davenport                                   | 6-3, 6-2, 6-4                                       | Tableau                                             |
| 25 | 13-11-1995 | WTA Tour Championships, New York                    | Masters                                             | 2 000 000 $                                         | Moquette (int.)                                     | Steffi Graf                                         | Anke Huber                                          | 6-1, 2-6, 6-1, 4-6, 6-3                             | Tableau                                             |
| 26 | 18-11-1996 | Chase Championships, New York                       | Masters                                             | 2 000 000 $                                         | Moquette (int.)                                     | Steffi Graf                                         | Martina Hingis                                      | 6-3, 4-6, 6-0, 4-6, 6-0                             | Tableau                                             |
| 27 | 17-11-1997 | Chase Championships, New York                       | Masters                                             | 2 000 000 $                                         | Moquette (int.)                                     | Jana Novotná                                        | Mary Pierce                                         | 7-6, 6-2, 6-3                                       | Tableau                                             |
| 28 | 16-11-1998 | Chase Championships, New York                       | Masters                                             | 2 000 000 $                                         | Moquette (int.)                                     | Martina Hingis                                      | Lindsay Davenport                                   | 7-5, 6-4, 4-6, 6-2                                  | Tableau                                             |
| 29 | 15-11-1999 | Chase Championships, New York                       | Masters                                             | 2 000 000 $                                         | Moquette (int.)                                     | Lindsay Davenport                                   | Martina Hingis                                      | 6-4, 6-2                                            | Tableau                                             |
| 30 | 13-11-2000 | Chase Championships, New York                       | Masters                                             | 2 000 000 $                                         | Moquette (int.)                                     | Martina Hingis                                      | Monica Seles                                        | 6-75, 6-4, 6-4                                      | Tableau                                             |
| 31 | 29-10-2001 | Sanex Championships, Munich                         | Masters                                             | 3 000 000 $                                         | Dur (int.)                                          | Serena Williams                                     | Lindsay Davenport                                   | Forfait                                             | Tableau                                             |
| 32 | 04-11-2002 | Home Depot Championships, Los Angeles               | Masters                                             | 3 000 000 $                                         | Dur (int.)                                          | Kim Clijsters                                       | Serena Williams                                     | 7-5, 6-3                                            | Tableau                                             |
| 33 | 03-11-2003 | Tour Championships by Porsche, Los Angeles          | Masters                                             | 3 000 000 $                                         | Dur (int.)                                          | Kim Clijsters                                       | Amélie Mauresmo                                     | 6-2, 6-0                                            | Tableau                                             |
| 34 | 08-11-2004 | Tour Championships by Porsche, Los Angeles          | Masters                                             | 3 000 000 $                                         | Dur (int.)                                          | Maria Sharapova                                     | Serena Williams                                     | 4-6, 6-2, 6-4                                       | Tableau                                             |
| 35 | 07-11-2005 | Tour Championships by Porsche, Los Angeles          | Masters                                             | 3 000 000 $                                         | Dur (int.)                                          | Amélie Mauresmo                                     | Mary Pierce                                         | 5-7, 7-63, 6-4                                      | Tableau                                             |
| 36 | 06-11-2006 | Sony Ericsson Championships, Madrid                 | Masters                                             | 3 000 000 $                                         | Dur (int.)                                          | Justine Henin Hardenne                              | Amélie Mauresmo                                     | 6-4, 6-3                                            | Tableau                                             |
| 37 | 05-11-2007 | Sony Ericsson Championships, Madrid                 | Masters                                             | 3 000 000 $                                         | Dur (int.)                                          | Justine Henin                                       | Maria Sharapova                                     | 5-7, 7-5, 6-3                                       | Tableau                                             |
| 38 | 04-11-2008 | Sony Ericsson Championships, Doha                   | Masters                                             | 4 450 000 $                                         | Dur (ext.)                                          | Venus Williams                                      | Vera Zvonareva                                      | 6-75, 6-0, 6-2                                      | Tableau                                             |
| 39 | 27-10-2009 | Sony Ericsson Championships, Doha                   | Masters                                             | 4 550 000 $                                         | Dur (ext.)                                          | Serena Williams                                     | Venus Williams                                      | 6-2, 7-64                                           | Tableau                                             |
| 40 | 26-10-2010 | WTA Championships, Doha                             | Masters                                             | 4 550 000 $                                         | Dur (ext.)                                          | Kim Clijsters                                       | Caroline Wozniacki                                  | 6-3, 5-7, 6-3                                       | Tableau                                             |
| 41 | 25-10-2011 | TEB BNP Paribas WTA Championships, Istanbul         | Masters                                             | 4 900 000 $                                         | Dur (int.)                                          | Petra Kvitová                                       | Victoria Azarenka                                   | 7-5, 4-6, 6-3                                       | Tableau                                             |
| 42 | 23-10-2012 | TEB BNP Paribas WTA Championships, Istanbul         | Masters                                             | 4 900 000 $                                         | Dur (int.)                                          | Serena Williams                                     | Maria Sharapova                                     | 6-4, 6-3                                            | Tableau                                             |
| 43 | 21-10-2013 | TEB BNP Paribas WTA Championships, Istanbul         | Masters                                             | 6 000 000 $                                         | Dur (int.)                                          | Serena Williams                                     | Li Na                                               | 2-6, 6-3, 6-0                                       | Tableau                                             |
| 44 | 20-10-2014 | BNP Paribas WTA Finals, Singapour                   | Masters                                             | 6 500 000 $                                         | Dur (int.)                                          | Serena Williams                                     | Simona Halep                                        | 6-3, 6-0                                            | Tableau                                             |
| 45 | 25-10-2015 | BNP Paribas WTA Finals by SC Global, Singapour      | Masters                                             | 7 000 000 $                                         | Dur (int.)                                          | Agnieszka Radwańska                                 | Petra Kvitová                                       | 6-2, 4-6, 6-3                                       | Tableau                                             |
| 46 | 23-10-2016 | BNP Paribas WTA Finals by SC Global, Singapour      | Masters                                             | 7 000 000 $                                         | Dur (int.)                                          | Dominika Cibulková                                  | Angelique Kerber                                    | 6-3, 6-4                                            | Tableau                                             |
| 47 | 22-10-2017 | BNP Paribas WTA Finals by SC Global, Singapour      | Masters                                             | 7 000 000 $                                         | Dur (int.)                                          | Caroline Wozniacki                                  | Venus Williams                                      | 6-4, 6-4                                            | Tableau                                             |
| 48 | 21-10-2018 | BNP Paribas WTA Finals by SC Global, Singapour      | Masters                                             | 7 000 000 $                                         | Dur (int.)                                          | Elina Svitolina                                     | Sloane Stephens                                     | 3-6, 6-2, 6-2                                       | Tableau                                             |
| 49 | 27-10-2019 | Shiseido WTA Finals Shenzhen, Shenzhen              | Masters                                             | 14 000 000 $                                        | Dur (int.)                                          | Ashleigh Barty                                      | Elina Svitolina                                     | 6-4, 6-3                                            | Tableau                                             |
|    | 2020       | Tournoi annulé en raison de la pandémie de Covid-19 | Tournoi annulé en raison de la pandémie de Covid-19 | Tournoi annulé en raison de la pandémie de Covid-19 | Tournoi annulé en raison de la pandémie de Covid-19 | Tournoi annulé en raison de la pandémie de Covid-19 | Tournoi annulé en raison de la pandémie de Covid-19 | Tournoi annulé en raison de la pandémie de Covid-19 | Tournoi annulé en raison de la pandémie de Covid-19 |
| 50 | 10-11-2021 | Akron WTA Finals Guadalajara, Guadalajara           | Masters                                             | 5 000 000 $                                         | Dur (ext.)                                          | Garbiñe Muguruza                                    | Anett Kontaveit                                     | 6-3, 7-5                                            | Tableau                                             |
| 51 | 31-10-2022 | WTA Finals Fort Worth, Fort Worth                   | Masters                                             | 5 000 000 $                                         | Dur (int.)                                          | Caroline Garcia                                     | Aryna Sabalenka                                     | 7-64, 6-4                                           | Tableau                                             |
| 52 | 29-10-2023 | WTA Finals Cancún, Cancún                           | Masters                                             | 9 000 000 $                                         | Dur (ext.)                                          | Iga Świątek                                         | Jessica Pegula                                      | 6-1, 6-0                                            | Tableau                                             |
| 53 | 02-11-2024 | WTA Finals Riyadh, Riyad                            | Masters                                             | 15 250 000 $                                        | Dur (ext.)                                          | Coco Gauff                                          | Zheng Qinwen                                        | 3-6, 6-4, 7-62                                      | Tableau                                             |

### Double
| No | Date       | Nom et lieu du tournoi                              | Catégorie                                           | Dotation                                            | Surface                                             | Vainqueures                                         | Finalistes                                          | Score                                               |                                                     |
| -- | ---------- | --------------------------------------------------- | --------------------------------------------------- | --------------------------------------------------- | --------------------------------------------------- | --------------------------------------------------- | --------------------------------------------------- | --------------------------------------------------- | --------------------------------------------------- |
| 1  | 15-10-1973 | Virginia Slims Championships Boca Raton             | Masters                                             | 110 000 $                                           | Terre (ext.)                                        | Rosie Casals Margaret Smith Court                   | Françoise Dürr Betty Stöve                          | 6-2, 6-4                                            | Tableau                                             |
| 2  | 14-10-1974 | Virginia Slims Championships Los Angeles            | Masters                                             | 100 000 $                                           | Moquette (int.)                                     | Rosie Casals Billie Jean King                       | Françoise Dürr Betty Stöve                          | 6-1, 6-7, 7-5                                       | Tableau                                             |
| 3  | 09-04-1975 | Bridgestone Doubles Tokyo                           | Masters                                             | 100 000 $                                           | NC                                                  | Margaret Smith Court Virginia Wade                  | Rosie Casals Billie Jean King                       | 6-72, 7-62, 6-2                                     | Tableau                                             |
| 4  | 19-04-1976 | Bridgestone Doubles Tokyo                           | Masters                                             | 100 000 $                                           | NC                                                  | Billie Jean King Betty Stöve                        | Mona Guerrant Ann Kiyomura                          | 6-3, 6-2                                            | Tableau                                             |
| 5  | 04-04-1977 | Bridgestone Doubles Tokyo                           | Masters                                             | 100 000 $                                           | NC                                                  | Martina Navrátilová Betty Stöve                     | Françoise Dürr Virginia Wade                        | 7-5, 6-3                                            | Tableau                                             |
| 6  | 03-04-1978 | Bridgestone Doubles Salt Lake City                  | Masters                                             | 100 000 $                                           | Moquette (int.)                                     | Billie Jean King Martina Navrátilová                | Virginia Wade Françoise Dürr                        | 6-4, 6-4                                            | Tableau                                             |
| 7  | 19-03-1979 | Avon Circuit Championships New York                 | Masters                                             | 275 000 $                                           | Moquette (int.)                                     | Françoise Dürr Betty Stöve                          | Sue Barker Ann Kiyomura                             | 7-6, 7-6                                            | Tableau                                             |
| 8  | 17-03-1980 | Avon Circuit Championships New York                 | Masters                                             | 300 000 $                                           | Moquette (int.)                                     | Billie Jean King Martina Navrátilová                | Rosie Casals Wendy Turnbull                         | 6-3, 4-6, 6-3                                       | Tableau                                             |
| 9  | 23-03-1981 | Avon Circuit Championships New York                 | Masters                                             | 300 000 $                                           | Moquette (int.)                                     | Martina Navrátilová Pam Shriver                     | Barbara Potter Sharon Walsh                         | 6-0, 7-6                                            | Tableau                                             |
| 10 | 22-03-1982 | Avon Circuit Championships New York                 | Masters                                             | 300 000 $                                           | Moquette (int.)                                     | Martina Navrátilová Pam Shriver                     | Kathy Jordan Anne Smith                             | 6-4, 6-3                                            | Tableau                                             |
| 11 | 21-03-1983 | Virginia Slims Championships New York               | Masters                                             | 350 000 $                                           | Moquette (int.)                                     | Martina Navrátilová Pam Shriver                     | Claudia Kohde-Kilsch Eva Pfaff                      | 7-5, 6-2                                            | Tableau                                             |
| 12 | 27-02-1984 | Virginia Slims Championships New York               | Masters                                             | 500 000 $                                           | Moquette (int.)                                     | Martina Navrátilová Pam Shriver                     | Jo Durie Ann Kiyomura                               | 6-3, 6-1                                            | Tableau                                             |
| 13 | 18-03-1985 | Virginia Slims Championships New York               | Masters                                             | 500 000 $                                           | Moquette (int.)                                     | Martina Navrátilová Pam Shriver                     | Claudia Kohde-Kilsch Helena Suková                  | 6-7, 6-4, 7-6                                       | Tableau                                             |
| 14 | 17-03-1986 | Virginia Slims Championships New York               | Masters                                             | 500 000 $                                           | Moquette (int.)                                     | Hana Mandlíková Wendy Turnbull                      | Claudia Kohde-Kilsch Helena Suková                  | 6-4, 6-7, 6-3                                       | Tableau                                             |
| 15 | 17-11-1986 | Virginia Slims Championships New York               | Masters                                             | 500 000 $                                           | Moquette (int.)                                     | Martina Navrátilová Pam Shriver                     | Claudia Kohde-Kilsch Helena Suková                  | 7-6, 6-3                                            | Tableau                                             |
| 16 | 16-11-1987 | Virginia Slims Championships New York               | Masters                                             | 500 000 $                                           | Moquette (int.)                                     | Martina Navrátilová Pam Shriver                     | Claudia Kohde-Kilsch Helena Suková                  | 6-1, 6-1                                            | Tableau                                             |
| 17 | 14-11-1988 | Virginia Slims Championships New York               | Masters                                             | 1 000 000 $                                         | Moquette (int.)                                     | Martina Navrátilová Pam Shriver                     | Larisa Savchenko Natasha Zvereva                    | 6-3, 6-4                                            | Tableau                                             |
| 18 | 13-11-1989 | Virginia Slims Championships New York               | Masters                                             | 1 000 000 $                                         | Moquette (int.)                                     | Martina Navrátilová Pam Shriver                     | Larisa Savchenko Natasha Zvereva                    | 6-3, 6-2                                            | Tableau                                             |
| 19 | 12-11-1990 | Virginia Slims Championships New York               | Masters                                             | 3 000 000 $                                         | Moquette (int.)                                     | Kathy Jordan Elizabeth Smylie                       | Mercedes Paz Arantxa Sánchez                        | 7-6, 6-4                                            | Tableau                                             |
| 20 | 18-11-1991 | Virginia Slims Championships New York               | Masters                                             | 3 000 000 $                                         | Moquette (int.)                                     | Martina Navrátilová Pam Shriver                     | Gigi Fernández Jana Novotná                         | 4-6, 7-5, 6-4                                       | Tableau                                             |
| 21 | 16-11-1992 | Virginia Slims Championships New York               | Masters                                             | 3 000 000 $                                         | Moquette (int.)                                     | Arantxa Sánchez Helena Suková                       | Larisa Neiland Jana Novotná                         | 7-6, 6-1                                            | Tableau                                             |
| 22 | 15-11-1993 | Virginia Slims Championships New York               | Masters                                             | 3 708 500 $                                         | Moquette (int.)                                     | Gigi Fernández Natasha Zvereva                      | Larisa Neiland Jana Novotná                         | 6-3, 7-5                                            | Tableau                                             |
| 23 | 14-11-1994 | Virginia Slims Championships New York               | Masters                                             | 3 500 000 $                                         | Moquette (int.)                                     | Gigi Fernández Natasha Zvereva                      | Jana Novotná Arantxa Sánchez                        | 6-3, 6-7, 6-3                                       | Tableau                                             |
| 24 | 13-11-1995 | WTA Tour Championships New York                     | Masters                                             | 2 000 000 $                                         | Moquette (int.)                                     | Jana Novotná Arantxa Sánchez                        | Gigi Fernández Natasha Zvereva                      | 6-2, 6-1                                            | Tableau                                             |
| 25 | 18-11-1996 | Chase Championships New York                        | Masters                                             | 2 000 000 $                                         | Moquette (int.)                                     | Lindsay Davenport Mary Joe Fernández                | Jana Novotná Arantxa Sánchez                        | 6-3, 6-2                                            | Tableau                                             |
| 26 | 17-11-1997 | Chase Championships New York                        | Masters                                             | 2 000 000 $                                         | Moquette (int.)                                     | Lindsay Davenport Jana Novotná                      | Alexandra Fusai Nathalie Tauziat                    | 6-7, 6-3, 6-2                                       | Tableau                                             |
| 27 | 16-11-1998 | Chase Championships New York                        | Masters                                             | 2 000 000 $                                         | Moquette (int.)                                     | Lindsay Davenport Natasha Zvereva                   | Alexandra Fusai Nathalie Tauziat                    | 6-7, 7-5, 6-3                                       | Tableau                                             |
| 28 | 15-11-1999 | Chase Championships New York                        | Masters                                             | 2 000 000 $                                         | Moquette (int.)                                     | Martina Hingis Anna Kournikova                      | Larisa Neiland Arantxa Sánchez                      | 6-4, 6-4                                            | Tableau                                             |
| 29 | 13-11-2000 | Chase Championships New York                        | Masters                                             | 2 000 000 $                                         | Moquette (int.)                                     | Martina Hingis Anna Kournikova                      | Nicole Arendt Manon Bollegraf                       | 6-2, 6-3                                            | Tableau                                             |
| 30 | 29-10-2001 | Sanex Championships Munich                          | Masters                                             | 3 000 000 $                                         | Dur (int.)                                          | Lisa Raymond Rennae Stubbs                          | Cara Black Elena Likhovtseva                        | 7-5, 3-6, 6-3                                       | Tableau                                             |
| 31 | 04-11-2002 | Home Depot Championships Los Angeles                | Masters                                             | 3 000 000 $                                         | Dur (int.)                                          | Elena Dementieva Janette Husárová                   | Cara Black Elena Likhovtseva                        | 4-6, 6-4, 6-3                                       | Tableau                                             |
| 32 | 03-11-2003 | Tour Championships by Porsche Los Angeles           | Masters                                             | 3 000 000 $                                         | Dur (int.)                                          | Virginia Ruano Pascual Paola Suárez                 | Kim Clijsters Ai Sugiyama                           | 6-4, 3-6, 6-3                                       | Tableau                                             |
| 33 | 08-11-2004 | Tour Championships by Porsche Los Angeles           | Masters                                             | 3 000 000 $                                         | Dur (int.)                                          | Nadia Petrova Meghann Shaughnessy                   | Cara Black Rennae Stubbs                            | 7-5, 6-2                                            | Tableau                                             |
| 34 | 07-11-2005 | Tour Championships by Porsche Los Angeles           | Masters                                             | 3 000 000 $                                         | Dur (int.)                                          | Lisa Raymond Samantha Stosur                        | Cara Black Rennae Stubbs                            | 6-75, 7-5, 6-4                                      | Tableau                                             |
| 35 | 06-11-2006 | Sony Ericsson Championships Madrid                  | Masters                                             | 3 000 000 $                                         | Dur (int.)                                          | Lisa Raymond Samantha Stosur                        | Cara Black Rennae Stubbs                            | 3-6, 6-3, 6-3                                       | Tableau                                             |
| 36 | 05-11-2007 | Sony Ericsson Championships Madrid                  | Masters                                             | 3 000 000 $                                         | Dur (int.)                                          | Cara Black Liezel Huber                             | Katarina Srebotnik Ai Sugiyama                      | 5-7, 6-3, [10-8]                                    | Tableau                                             |
| 37 | 04-11-2008 | Sony Ericsson Championships Doha                    | Masters                                             | 4 450 000 $                                         | Dur (ext.)                                          | Cara Black Liezel Huber                             | Květa Peschke Rennae Stubbs                         | 6-1, 7-5                                            | Tableau                                             |
| 38 | 27-10-2009 | Sony Ericsson Championships Doha                    | Masters                                             | 4 550 000 $                                         | Dur (ext.)                                          | Nuria Llagostera Vives María José Martínez          | Cara Black Liezel Huber                             | 7-60, 5-7, 10-7                                     | Tableau                                             |
| 39 | 26-10-2010 | WTA Championships Doha                              | Masters                                             | 4 550 000 $                                         | Dur (ext.)                                          | Gisela Dulko Flavia Pennetta                        | Květa Peschke Katarina Srebotnik                    | 7-5, 6-4                                            | Tableau                                             |
| 40 | 25-10-2011 | TEB BNP Paribas WTA Championships Istanbul          | Masters                                             | 4 900 000 $                                         | Dur (int.)                                          | Liezel Huber Lisa Raymond                           | Květa Peschke Katarina Srebotnik                    | 6-4, 6-4                                            | Tableau                                             |
| 41 | 23-10-2012 | TEB BNP Paribas WTA Championships Istanbul          | Masters                                             | 4 900 000 $                                         | Dur (int.)                                          | Maria Kirilenko Nadia Petrova                       | Andrea Hlaváčková Lucie Hradecká                    | 6-1, 6-4                                            | Tableau                                             |
| 42 | 21-10-2013 | TEB BNP Paribas WTA Championships Istanbul          | Masters                                             | 6 000 000 $                                         | Dur (int.)                                          | Hsieh Su-wei Peng Shuai                             | Ekaterina Makarova Elena Vesnina                    | 6-4, 7-5                                            | Tableau                                             |
| 43 | 20-10-2014 | BNP Paribas WTA Finals Singapour                    | Masters                                             | 6 500 000 $                                         | Dur (int.)                                          | Cara Black Sania Mirza                              | Hsieh Su-wei Peng Shuai                             | 6-1, 6-0                                            | Tableau                                             |
| 44 | 25-10-2015 | BNP Paribas WTA Finals by SC Global Singapour       | Masters                                             | 7 000 000 $                                         | Dur (int.)                                          | Martina Hingis Sania Mirza                          | Garbiñe Muguruza Carla Suárez Navarro               | 6-0, 6-3                                            | Tableau                                             |
| 45 | 23-10-2016 | BNP Paribas WTA Finals by SC Global Singapour       | Masters                                             | 7 000 000 $                                         | Dur (int.)                                          | Ekaterina Makarova Elena Vesnina                    | Bethanie Mattek-Sands Lucie Šafářová                | 7-65, 6-3                                           | Tableau                                             |
| 46 | 22-10-2017 | BNP Paribas WTA Finals by SC Global Singapour       | Masters                                             | 7 000 000 $                                         | Dur (int.)                                          | Tímea Babos Andrea Hlaváčková                       | Kiki Bertens Johanna Larsson                        | 4-6, 6-4, [10-5]                                    | Tableau                                             |
| 47 | 21-10-2018 | BNP Paribas WTA Finals by SC Global Singapour       | Masters                                             | 7 000 000 $                                         | Dur (int.)                                          | Tímea Babos Kristina Mladenovic                     | Barbora Krejčíková Kateřina Siniaková               | 6-4, 7-5                                            | Tableau                                             |
| 48 | 27-10-2019 | Shiseido WTA Finals Shenzhen Shenzhen               | Masters                                             | 14 000 000 $                                        | Dur (int.)                                          | Tímea Babos Kristina Mladenovic                     | Hsieh Su-wei Barbora Strýcová                       | 6-1, 6-3                                            | Tableau                                             |
|    | 2020       | Tournoi annulé en raison de la pandémie de Covid-19 | Tournoi annulé en raison de la pandémie de Covid-19 | Tournoi annulé en raison de la pandémie de Covid-19 | Tournoi annulé en raison de la pandémie de Covid-19 | Tournoi annulé en raison de la pandémie de Covid-19 | Tournoi annulé en raison de la pandémie de Covid-19 | Tournoi annulé en raison de la pandémie de Covid-19 | Tournoi annulé en raison de la pandémie de Covid-19 |
| 49 | 10-11-2021 | Akron WTA Finals Guadalajara Guadalajara            | Masters                                             | 5 000 000 $                                         | Dur (ext.)                                          | Barbora Krejčíková Kateřina Siniaková               | Hsieh Su-wei Elise Mertens                          | 6-3, 6-4                                            | Tableau                                             |
| 50 | 31-10-2022 | WTA Finals Fort Worth Fort Worth                    | Masters                                             | 5 000 000 $                                         | Dur (int.)                                          | Veronika Kudermetova Elise Mertens                  | Kateřina Siniaková Barbora Krejčíková               | 6-2, 4-6, [11-9]                                    | Tableau                                             |
| 51 | 29-10-2023 | WTA Finals Cancún Cancún                            | Masters                                             | 9 000 000 $                                         | Dur (ext.)                                          | Laura Siegemund Vera Zvonareva                      | Nicole Melichar-Martinez Ellen Perez                | 6-4, 6-4                                            | Tableau                                             |
| 52 | 02-11-2024 | WTA Finals Riyadh Riyad                             | Masters                                             | 15 250 000 $                                        | Dur (ext.)                                          | Gabriela Dabrowski Erin Routliffe                   | Kateřina Siniaková Taylor Townsend                  | 7-5, 6-3                                            | Tableau                                             |

## Records et statistiques

### Titres et finales
Les joueuses encore en activité sont marquées en gras.
| Joueuse             | Titres | Titres consécutifs | Finales jouées | Finales consécutives |
| ------------------- | ------ | ------------------ | -------------- | -------------------- |
| Martina Navrátilová | 8      | 5                  | 14             | 10                   |
| Serena Williams     | 5      | 3                  | 7              | 3                    |
| Steffi Graf         | 5      | 2                  | 6              | 2                    |
| Chris Evert         | 4      | 2                  | 8              | 6                    |
| Monica Seles        | 3      | 3                  | 4              | 3                    |
| Kim Clijsters       | 3      | 2                  | 3              | 2                    |
| Evonne Goolagong    | 2      | 0                  | 3              | 0                    |
| Gabriela Sabatini   | 2      | 0                  | 3              | 2                    |
| Martina Hingis      | 2      | 0                  | 4              | 3                    |
| Justine Henin       | 2      | 2                  | 2              | 2                    |
| Tracy Austin        | 1      | 0                  | 2              | 2                    |
| Sylvia Hanika       | 1      | 0                  | 1              | 0                    |
| Jana Novotná        | 1      | 0                  | 1              | 0                    |
| Lindsay Davenport   | 1      | 0                  | 4              | 2                    |
| Amélie Mauresmo     | 1      | 0                  | 3              | 2                    |
| Maria Sharapova     | 1      | 0                  | 3              | 0                    |
| Venus Williams      | 1      | 0                  | 3              | 2                    |
| Petra Kvitová       | 1      | 0                  | 2              | 0                    |
| Elina Svitolina     | 1      | 0                  | 2              | 0                    |
| Caroline Wozniacki  | 1      | 0                  | 2              | 0                    |
| Agnieszka Radwańska | 1      | 0                  | 1              | 0                    |
| Dominika Cibulková  | 1      | 0                  | 1              | 0                    |
| Ashleigh Barty      | 1      | 0                  | 1              | 0                    |
| Garbiñe Muguruza    | 1      | 0                  | 1              | 0                    |
| Caroline Garcia     | 1      | 0                  | 1              | 0                    |
| Iga Świątek         | 1      | 0                  | 1              | 0                    |
| Coco Gauff          | 1      | 0                  | 1              | 0                    |